# مونيك دوبري
مونيك دوبري (بالإنجليزية: Monique Dupree)‏ هي عارضة ومنتجة أسطوانات وممثلة أمريكية، ولدت في 10 ديسمبر 1974 في نيوآرك في الولايات المتحدة.

## أعمال

### أفلام
- العشرة

## وصلات خارجية
- الموقع الرسمي
- مونيك دوبري على موقع IMDb (الإنجليزية)
- مونيك دوبري على موقع ألو سيني (الفرنسية)
- مونيك دوبري على موقع أول موفي (الإنجليزية)
- مونيك دوبري على موقع قاعدة بيانات الفيلم (الإنجليزية)
- مونيك دوبري على موقع كينوبويسك (الروسية)